# ニール・ウィアー
ニール・ウィアー（Neil Weare、1980年6月20日 - ）はグアムの男子陸上競技選手。専門は、中距離走、長距離走。
1999年にハガニアで開催されたサウスパシフィックゲームズに出場し1500mで銅メダルを獲得した。2003年のスバ大会では1500mで銀メダルを獲得、5000mではこの競技2連覇中のフランス領ポリネシアのジョルジュ・リッチモンドを抑えて金メダルを獲得した。その後はパリで開催された2003年世界陸上競技選手権大会やその翌年のアテネオリンピックに出場しているが予選突破はできていない。